# Patricia Viterbo
Pour les articles homonymes, voir Viterbo (homonymie).
Patricia Viterbo est une actrice française, née Nicole Marie Viterbo le 21 mars 1939 au Vésinet et morte le 10 novembre 1966 dans le 15e arrondissement de Paris.

## Biographie
Patricia Viterbo grandit à Versailles et à Saint-Germain-en-Laye. Elle commence sa carrière comme esthéticienne avant de devenir doublure pour la maison Christian Dior. De 1960 à 1962, elle est fiancée avec le chanteur Johnny Hallyday puis entame une carrière d'actrice de cinéma en 1963.

### Carrière
Au cours de sa brève carrière, elle joue essentiellement dans des films policiers français.

### Mort
Patricia Viterbo meurt accidentellement en marge du dernier jour de tournage du film Le Judoka agent secret, lorsque la MG bleue décapotable dans laquelle elle se trouve, conduite par Henri Garcin au retour d'un déjeuner, tombe dans la Seine vers treize heures entre la passerelle Debilly et le pont d'Iéna au moment où il se gare sur le quai face au bord de la rive droite du fleuve, premier rapport de vitesse engagé et confondant les pédales de frein et d'accélérateur. Contrairement à sa passagère restée bloquée et qui lui indique qu'elle ne sait pas nager, Henri Garcin parvient à s'extraire par la vitre conducteur restée ouverte du véhicule qui commence à couler et à rejoindre la rive,. Patricia Viterbo, repêchée au fond de la Seine par des plongeurs dans l'épave de la voiture et transférée à l'hôpital Boucicaut, y est déclarée morte à quatorze heures et quinze minutes.
Elle est inhumée au cimetière du Vésinet (Yvelines).

## Hommage
L'autobiographie de Johnny Hallyday, Dans mes yeux, rédigée en collaboration avec Amanda Sthers indique : « La première fille avec laquelle j'ai vécu s'appelait Patricia Viterbo. C'était une belle fausse blonde que j'ai eu le temps de voir brune. Une actrice qui a joué dans les adaptations cinématographiques des romans de Frédéric Dard. Elle m'impressionnait. Un soir, elle était en tournage au bord de la Seine. On la filmait dans une voiture. Le frein à main n'était pas serré. La voiture a percuté le pont et l'a défoncé, elle est tombée à l'eau. Patricia ne savait pas nager, elle est morte noyée. Mes placards étaient pleins de ses vêtements, de son odeur. ». Plus tard, le film ou elle jouait sortira en salles, et le réalisateur, Pierre Zimmer, recrutera une doublure pour terminer les scènes manquantes de l'actrice, et il utilisera aussi les rushes de scènes filmées de l'actrice, non retenues, qui, finalement, sont intégrées au film.

## Filmographie
- 1963 : Les Gros Bras de Francis Rigaud : Nicole Rodin
- 1964 : Des frissons partout de Raoul André : Mélanie, l'infirmière
- 1964 : Laissez tirer les tireurs de Guy Lefranc : Patricia Pascaud
- 1964 : Les Gorilles de Jean Girault : Claudine Carter
- 1964 : Le Désir (Donde tú estés) de Germán Lorente : Elka
- 1964 : Lucky Jo de Michel Deville : (non confirmé)
- 1964 : Requiem pour un caïd de Maurice Cloche : Éliane
- 1964 : Les Sentiers de la haine (Il piombo e la carne) de Marino Girolami : Mabel Masters
- 1965 : Ces dames s'en mêlent de Raoul André : Angelica
- 1965 : La Folle Mission (en) (You Must Be Joking !) de Michael Winner
- 1966 : Voyage à deux (Two for the road) de Stanley Donen : une amie de Johanna (non créditée)
- 1966 : Sale temps pour les mouches de Guy Lefranc : Sylvie Gérard (sortie posthume)
- 1967 : Jugement à Prague ou L'enfer est vide (Hell Is Empty) de Bernard Knowles et John Ainsworth : Patricia (sortie posthume)
- 1967 : Le Judoka agent secret de Pierre Zimmer : Catherine (sortie posthume)